# Jaroslav Čermák (pilot)
Jaroslav Čermák (27. dubna 1917 Nymburk – 4. června 1943 Taunton) byl český pilot 313. československé stíhací perutě RAF.

## Život

### Před druhou světovou válkou
Jaroslav Čermák se narodil 27. dubna 1917 v Nymburce v rodině železničního zaměstnance a budoucího starosty města Jan Čermáka a jeho manželky Anny. V rodném městě vychodil obecnou školu a vystudoval reálné gymnázium, kde v roce 1937 odmaturoval. Poté nastoupil prezenční vojenskou službu, v rámci které absolvoval školu pro důstojníky letectva v záloze v Prostějově, kterou dokončil v květnu 1938. Dosáhl hodnosti četaře aspiranta.

### Druhá světová válka
Po německé okupaci opustil Jaroslav Čermák 23. srpna 1939 v prostoru Beskyd ilegálně Protektorát Čechy a Morava a v Polsku se 29. téhož měsíce přihlásil do zde vznikající československé zahraniční jednotky. Byl zařazen do polského letectva. Po pádu Polska v září 1939 se dostal na území obsazené Sovětským svazem, kde byl internován. Po propuštění se jako pilot, který neměl v Sovětském svazu využití a naopak byl žádaný na západě, dostal v polovině roku 1940 do Istanbulu a odtud za pomoci britského vojenského atašé do Egypta. Zde krátkou dobu působil na britské základně v Ismailii. Odtud odcestovat přes Indii a okolo jižní Afriky do Spojeného království, kam dorazil v listopadu 1940. Dne 26. února 1941 byl přijat do Royal Air Force a dne 12. března téhož roku zařazen k 310. československé stíhací perutě, kde působil ve funkci zpravodajského důstojníka. Mezi lednem a březnem 1942 byl přičleněn k náhradnímu tělesu československého letectva, poté nastoupil k leteckému výcviku. Po jeho ukončení byl 12. dubna 1943 zařazen k 313. československé stíhací peruti. Dne 4. června 1943 prováděl nácvik přízemních letů na stroji Supermarine Spitfire Mk.Vc AR512, během kterého se mu v blízkosti železniční stanice Taunton při simulovaném útoku na jedoucí vlak podsedl letoun a levým křídlem zachytil o střechu jednoho z vagónů. Následující náraz do země a explozi Jaroslav Čermák nepřežil. Pohřben byl na hřbitově St Mary v Tauntonu. Dosáhl hodnosti poručíka.

## Ocenění

### Vyznamenání
- Kříž za chrabrost (Polsko)

### Posmrtná ocenění
- Jaroslav Čermák byl in memoriam povýšen do hodnosti plukovníka